# 디모: 벚꽃의 소리
디모: 벚꽃의 소리(DEEMO サクラノオト -あなたの奏でた音が、今も響く-, DEEMO Memorial Keys)는 일본에서 제작된 마츠시타 슈헤이 감독의 2022년 애니메이션, 뮤지컬, 판타지 영화이다.

## 출연
- 타케타츠 아야나
- 키토 아카리
- 사쿠라 아야네
- 와타나베 나오미
- 야마데라 코이치